# Hélicidine
L'Hélicidine est une mucoglycoprotéine et un mucolytique préparée à partir d'une molécule extraite du mucus d'Helix pomatia,, commercialisée par Therabel Lucien Pharma.
Ce produit est un héritier de longues traditions d'hélicithérapie (usage thérapeutique de la bave d'escargot ou de limace) trouvant leurs origines dès l'Antiquité.
L'Hélicidine a des effets antitussifs,. Elle est commercialisée comme sirop contre la toux en France depuis 1957, à partir des travaux d'André Quevauviller en 1953,,.
Le service médical rendu dans le cadre de l'autorisation de mise sur le marché est considéré comme faible par la Haute Autorité de santé.
Ce médicament est contre-indiqué chez l'enfant de moins de 2 ans.